# Elisyces
Người Elisyces (tiếng Hy Lạp: Ἐλισύκοι-ων, Latin: Elesyces, tiếng Pháp: Élisyques) là một bộ lạc sinh sống ở vùng đất Narbonne và phía bắc Roussillon vào thời cổ đại. Theo các tác phẩm cổ đại khác nhau, họ có thể có nguồn gốc từ người Iberes hoặc Ligures, hoặc là một tộc người Ligures-Iberes.
Người Elisyces dường như đã tiếp xúc với các thương nhân Địa Trung Hải (người Phoenici, người Hy Lạp), các sản phẩm nông nghiệp và những nguồn khoáng sản từ vùng đất của người Elisyces hoặc các khu vực xa xôi khác đã được đưa tới những địa điểm giao thương của họ.(Pech Maho)